# آلتو پالانسیا
التو پالانسیا (به اسپانیایی: Alto Palancia) یک سکونتگاه مسکونی در اسپانیا است که در استان کاستلیون واقع شده‌است.

## خصوصیات
التو پالانسیا ۹۶۵٫۱۵ کیلومترمربع مساحت و ۲۴٬۰۸۵ نفر جمعیت دارد.